# اندادا
اندادا (به انگلیسی: Andada) یک روستا در هند است که در گجرات واقع شده‌است.

## خصوصیات
اندادا ۱۳٬۵۰۶ نفر جمعیت دارد.